# L'istituto per la regolazione degli orologi
L'istituto per la regolazione degli orologi è un romanzo seriale del 1954 di Ahmet Hamdi Tanpınar, pubblicato in italiano nel 2014 da Einaudi.